# Honky Cat
〈Honky Cat〉은 1972년 엘튼 존 음반의 리드 오프 곡인 《Honky Château》의 곡이다.
〈Honky Cat〉은 싱글로 발매되었을 때 《빌보드》 톱 10에 도달했고 영국에서 31위에 올랐다. 1972년 9월 존의 미국 투어가 시작되었을 때, 이 곡은 미국에서 8위를 기록하며 더 나은 속도를 보였다. 이 곡은 "클래식 록" 라디오의 주요 곡으로 남아 있다.
라이브 버젼은 1976년 《Here and There》에서 발매되었고(1995년에 CD를 확장함), 솔로 피아노 버전은 EltonJohn.com에 나와 1999년 10월에 녹음된 《Live in Madison Square Garden》 1장 한정판 CD를 발매했다.
리 앤 워맥이 2018년 헌정 음반 《Restoration: Reimagining the Songs of Elton John and Bernie Taupin》에서 이 노래를 다루었다.